# Puerto Rico a 2012. évi nyári olimpiai játékokon
Puerto Rico a nagy-britanniai Londonban megrendezett 2012. évi nyári olimpiai játékok egyik részt vevő nemzete volt. Az országot az olimpián 8 sportágban 25 sportoló képviselte, akik összesen 2 érmet szereztek.

## Érmesek
| Érem  | Versenyző     | Sportág  | Versenyszám              |
| ----- | ------------- | -------- | ------------------------ |
| Ezüst | Jaime Espinal | Birkózás | Férfi szabadfogás, 84 kg |
| Bronz | Javier Culson | Atlétika | Férfi 400 m gát          |

## Atlétika
Férfi
| Versenyző      | Versenyszám | Selejtező | Selejtező | Selejtező | Előfutam      | Előfutam      | Előfutam      | Elődöntő | Elődöntő | Elődöntő | Döntő   | Döntő    |
| Versenyző      | Versenyszám | Idő       | Hely.     | Össz.     | Idő           | Hely.         | Össz.         | Idő      | Hely.    | Össz.    | Idő     | Helyezés |
| -------------- | ----------- | --------- | --------- | --------- | ------------- | ------------- | ------------- | -------- | -------- | -------- | ------- | -------- |
| Miguel López   | 100 m       | kiemelt   | kiemelt   | kiemelt   | 10,31         | 5.            | 34.*          | kiesett  | kiesett  | kiesett  | kiesett | kiesett  |
| Wesley Vázquez | 800 m       |           |           |           | 1:46,45       | 4.            | 19.           | kiesett  | kiesett  | kiesett  | kiesett | kiesett  |
| Samuel Vázquez | 1500 m      |           |           |           | 3:49,19       | 14.           | 40.           | kiesett  | kiesett  | kiesett  | kiesett | kiesett  |
| Héctor Cotto   | 110 m gát   |           |           |           | nem ért célba | nem ért célba | nem ért célba | kiesett  | kiesett  | kiesett  | kiesett | kiesett  |
| Enrique Llanos | 110 m gát   |           |           |           | 14,08         | 8.            | 42.           | kiesett  | kiesett  | kiesett  | kiesett | kiesett  |
| Eric Alejandro | 400 m gát   |           |           |           | 49,39         | 4.            | 20.           | 49,15    | 7.       | 12.      | kiesett | kiesett  |
| Javier Culson  | 400 m gát   |           |           |           | 48,33         | 1.            | 1.            | 47,93    | 1.       | 2.       | 48,10   |          |
| Jamele Mason   | 400 m gát   |           |           |           | 49,89         | 5.            | 24.           | kiesett  | kiesett  | kiesett  | kiesett | kiesett  |

Női
| Versenyző       | Versenyszám    | Előfutam | Előfutam | Előfutam | Elődöntő | Elődöntő | Elődöntő | Döntő   | Döntő    |
| Versenyző       | Versenyszám    | Idő      | Hely.    | Össz.    | Idő      | Hely.    | Össz.    | Idő     | Helyezés |
| --------------- | -------------- | -------- | -------- | -------- | -------- | -------- | -------- | ------- | -------- |
| Carol Rodríguez | 400 m          | 52,19    | 2.       | 22.      | 52,08    | 6.       | 17.      | kiesett | kiesett  |
| Beverly Ramos   | 3000 m akadály | 9:55,26  | 12.      | 35.      |          |          |          | kiesett | kiesett  |

* - két másik versenyzővel azonos időt ért el

## Birkózás

### Férfi
Szabadfogású
| Versenyző       | Versenyszám | Selejtező                            | Nyolcaddöntő                      | Negyeddöntő                         | Elődöntő                           | Vigaszág első kör              | Vigaszág elődöntő            | Bronz- mérkőzés   | Döntő                          | Helyezés |
| Versenyző       | Versenyszám | Ellenfél Eredmény                    | Ellenfél Eredmény                 | Ellenfél Eredmény                   | Ellenfél Eredmény                  | Ellenfél Eredmény              | Ellenfél Eredmény            | Ellenfél Eredmény | Ellenfél Eredmény              | Helyezés |
| --------------- | ----------- | ------------------------------------ | --------------------------------- | ----------------------------------- | ---------------------------------- | ------------------------------ | ---------------------------- | ----------------- | ------------------------------ | -------- |
| Franklin Gómez  | 60 kg       | Beszik Kuduhov (RUS) · 2–2, 0–1, 0–1 |                                   |                                     |                                    | Jogesvar Datt (IND) · 0–1, 0–1 | kiesett                      | kiesett           |                                | 15.      |
| Francisco Soler | 74 kg       | erőnyerő                             | Jordan Burroughs (USA) · 0–4, 0–6 |                                     |                                    |                                | Matt Gentry (CAN) · 0–4, 0–5 | kiesett           |                                | 19.      |
| Jaime Espinal   | 84 kg       | erőnyerő                             | Andrew Dick (NGR) · 7–0, 2–1      | Dato Marsagishvili (GEO) · 6–4, 7–1 | Szaszlan Gatcijev (BLR) · 7–2, 8–0 |                                |                              |                   | Şərif Şərifov (AZE) · 1–6, 0–2 |          |

## Cselgáncs
Női
| Versenyző      | Versenyszám  | Selejtező                                | Nyolcaddöntő                            | Negyeddöntő       | Elődöntő          | Vigaszág elődöntő | Bronz- mérkőzés   | Döntő             | Helyezés |
| Versenyző      | Versenyszám  | Ellenfél Eredmény                        | Ellenfél Eredmény                       | Ellenfél Eredmény | Ellenfél Eredmény | Ellenfél Eredmény | Ellenfél Eredmény | Ellenfél Eredmény | Helyezés |
| -------------- | ------------ | ---------------------------------------- | --------------------------------------- | ----------------- | ----------------- | ----------------- | ----------------- | ----------------- | -------- |
| Melissa Mojica | Félnehézsúly | Vodzsdán Saherháni (KSA) · 100(0)–000(0) | Jelena Ivascsenko (RUS) · 000(0)–101(0) | kiesett           | kiesett           |                   |                   |                   | 9.       |

## Ökölvívás
Férfi
| Versenyző        | Versenyszám  | Selejtező                     | Nyolcaddöntő                   | Negyeddöntő                    | Elődöntő          | Döntő             | Helyezés |
| Versenyző        | Versenyszám  | Ellenfél Eredmény             | Ellenfél Eredmény              | Ellenfél Eredmény              | Ellenfél Eredmény | Ellenfél Eredmény | Helyezés |
| ---------------- | ------------ | ----------------------------- | ------------------------------ | ------------------------------ | ----------------- | ----------------- | -------- |
| Jantony Ortíz    | Papírsúly    | Suleimana Tetteh (GHA) · 20–6 | David Ajrapetyan (RUS) · 13–15 | kiesett                        | kiesett           | kiesett           | 9.       |
| Jeyvier Cintrón  | Légsúly      | Oteng Oteng (BOT) · 14–12     | Julião Henriques (BRA) · 18–13 | Mihail Alojan (RUS) · 13–23    | kiesett           | kiesett           | 5.       |
| Félix Verdejo    | Könnyűsúly   | Juan Huertas (PAN) · 11–5     | Ahmed Mejri (TUN) · 16–7       | Vaszil Lomacsenko (UKR) · 9–14 | kiesett           | kiesett           | 5.       |
| Francisco Vargas | Kisváltósúly | Anthony Yigit (SWE) · 9–13    | kiesett                        | kiesett                        | kiesett           | kiesett           | 17.      |
| Enrique Collazo  | Középsúly    | Stefan Härtel (GER) · 10–18   | kiesett                        | kiesett                        | kiesett           | kiesett           | 17.      |

## Sportlövészet
Férfi
| Versenyző         | Versenyszám | Selejtező | Selejtező | Döntő   | Döntő    |
| Versenyző         | Versenyszám | Pont      | Helyezés  | Pont    | Helyezés |
| ----------------- | ----------- | --------- | --------- | ------- | -------- |
| José Torres Laboy | Dupla trap  | 127       | 21.       | kiesett | kiesett  |

## Súlyemelés
Női
| Versenyző   | Versenyszám | Szakítás | Szakítás | Lökés    | Lökés    | Összesen | Helyezés |
| Versenyző   | Versenyszám | Eredmény | Helyezés | Eredmény | Helyezés | Összesen | Helyezés |
| ----------- | ----------- | -------- | -------- | -------- | -------- | -------- | -------- |
| Lely Burgos | 48 kg       | 65       | 11.      | 92       | 11.      | 157      | 11.      |

## Torna
Férfi
| Versenyző   | Versenyszám | Selejtező | Selejtező | Döntő    | Döntő    |
| Versenyző   | Versenyszám | Pontszám  | Helyezés  | Pontszám | Helyezés |
| ----------- | ----------- | --------- | --------- | -------- | -------- |
| Tommy Ramos | Gyűrű       | 15,500    | 6.        | 15,600   | 6.       |

Női
| Versenyző       | Versenyszám      | Selejtező | Selejtező | Döntő    | Döntő    |
| Versenyző       | Versenyszám      | Pontszám  | Helyezés  | Pontszám | Helyezés |
| --------------- | ---------------- | --------- | --------- | -------- | -------- |
| Lorena Quiñónes | Talaj            | 11,366    | 81.       | kiesett  | kiesett  |
| Lorena Quiñónes | Felemás korlát   | 10,766    | 75.       | kiesett  | kiesett  |
| Lorena Quiñónes | Gerenda          | 13,133    | 40.       | kiesett  | kiesett  |
| Lorena Quiñónes | Egyéni összetett | 49,065    | 54.       | kiesett  | kiesett  |

## Úszás
Férfi
| Versenyző     | Versenyszám | Előfutam | Előfutam | Előfutam | Elődöntő | Elődöntő | Elődöntő | Döntő   | Döntő    |
| Versenyző     | Versenyszám | Idő      | Hely.    | Össz.    | Idő      | Hely.    | Össz.    | Idő     | Helyezés |
| ------------- | ----------- | -------- | -------- | -------- | -------- | -------- | -------- | ------- | -------- |
| Raúl Martínez | 200 m gyors | 1:54,23  | 6.       | 38.      | kiesett  | kiesett  | kiesett  | kiesett | kiesett  |

Női
| Versenyző      | Versenyszám | Előfutam | Előfutam | Előfutam | Elődöntő | Elődöntő | Elődöntő | Döntő   | Döntő    |
| Versenyző      | Versenyszám | Idő      | Hely.    | Össz.    | Idő      | Hely.    | Össz.    | Idő     | Helyezés |
| -------------- | ----------- | -------- | -------- | -------- | -------- | -------- | -------- | ------- | -------- |
| Vanessa García | 50 m gyors  | 25,58    | 4.       | 29.      | kiesett  | kiesett  | kiesett  | kiesett | kiesett  |